# 왕초 (전한)
왕초(王超, ? ~ 기원전 8년)는 전한 말기의 관료로, 자는 교군(驕軍)이며 남양군 사람이다.

## 행적
원연 3년(기원전 10년), 수형도위에 임명되었다.
수화 원년(기원전 8년), 시중위위 순우장이 당시 유폐되어 있었던 허황후의 청탁을 받고 황후 지위를 약속하였다가 발각되었다. 순우장은 대역죄로 옥사하였고, 왕초 또한 연루되어 스스로 목숨을 끊었다.

## 출전
- 반고, 《한서》 권19하 백관공경표 下

| 전임 조표 | 전한의 수형도위 기원전 10년 ~ 기원전 8년 | 후임 견풍 |